# Jean-Baptiste Somé
Jean-Baptiste Kpiéle Somé, né en septembre 1930 à Dano est un prélat burkinabè. Il est reconnu comme le premier évêque du diocèse de Diébougou (de).

## Biographie

### Enfance et formation
Jean-Baptiste Somé naît septembre 1930 à Dano au Sud Est du Burkina Faso. 
Le début de sa vocation ecclésiastique commence par une rencontre avec Joanny Thévenoud, ancien évêque de Ouagadougou, alors qu'il n'a que onze ans. Plus tard, son désir de devenir prêtre se concrétise après une période d'études au petit séminaire de Pabre à Ouagadougou. Pendant six ans, il acquiert les bases de sa formation spirituelle et académique. Il entre ensuite au grand séminaire pour poursuivre ses études de philosophie, de théologie, d'éthique et d'Écriture Sainte, matières enseignées à partir de textes latins, en vue de sa future ordination.

### Ministère sacerdotal
Son ordination sacerdotale intervient en 1958, sous l'épiscopat de Dieudonné Yougbaré, premier évêque du Burkina Faso. Après cette ordination, Jean-Baptiste Somé est envoyé à Lyon pour approfondir ses connaissances en sciences sociales.
Après deux années de formation, il retourne dans son pays natal. Durant cette période, il se voit remplacer un prêtre burkinabé décédé dans un accident. Cela se passe à un moment où le Burkina Faso vient d'accéder à l'indépendance, traverse une phase de consolidation et de maturation des structures de l'Église africaine.
Pendant qu'il officie en tant que curé de Dissin, Jean Baptiste Somé reçoit une convocation d'André Dupont, l'évêque de Bobo-Dioulasso à l'époque, lui demandant de se rendre à Dakar sur ordre du nonce apostolique. Cette convocation découle du désir du Saint-Siège de créer un nouveau diocèse à Diébougou, et du souhait du Saint-Père de le nommer comme premier responsable de cette nouvelle institution.

### Carrière épiscopale
Après une décennie de service dans le clergé, Jean-Baptiste Somé est nommé premier évêque du tout nouveau diocèse de Diébougou le 18 octobre 1968, par décision du pape Paul VI. Initialement prévue à Rome sous la supervision du Saint-Père Paul VI, sa consécration épiscopale se déroule sur le sol burkinabé à sa demande. Après discussion avec le cardinal Agagianian, préfet de la Congrégation pour l'évangélisation, ce choix est considéré comme plus symbolique et significatif pour l'Église locale.

### Héritage et jubilé d'or
Après trente-sept années d'épiscopat et de service dévoué à l'Église, Jean-Baptiste Somé démissionne et prend sa retraite le 3 avril 2006 en raison de son âge avancé. Le pape Benoît XVI accepte sa démission conformément aux règles de l'Église. Pour le remplacer, on nomme un nouvel évêque, Der Raphaël Dabiré Kusiélé, ancien vicaire épiscopal pour les projets sociaux et pastoraux du diocèse,.
Le 20 janvier 2018, Jean-Baptiste Somé célèbre son jubilé d'or, commémorant un demi-siècle depuis son ordination sacerdotale. Une opportunité de rendre hommage à sa contribution à l'Église et à la société burkinabè. Son parcours, depuis ses débuts dans les villages du Burkina Faso jusqu'à son éminent rôle en tant qu'évêque, est honoré et célébré en cette occasion.